# Grzybówkowate
Grzybówkowate (Mycenaceae Overeem) – rodzina grzybów znajdująca się w rzędzie pieczarkowców (Agaricales).

## Systematyka
Pozycja w klasyfikacji według Index Fungorum: Mycenaceae, Agaricales, Agaricomycetidae, Agaricomycetes, Agaricomycotina, Basidiomycota, Fungi.
Do rodziny Mycenaceae według Index Fungorum bazującego na Dictionary of the Fungi należą rodzaje:
- Atheniella Redhead, Moncalvo, Vilgalys, Desjardin & B.A. Perry 2012
- Cruentomycena R.H. Petersen, Kovalenko & O.V. Morozova 2008
- Decapitatus Redhead & Seifert 2000
- Favolaschia (Pat.) Pat. 1892
- Flabellimycena Redhead 1984
- Hemimycena Singer 1938 – białogrzybówka
- Hydropus Kühner ex Singer 1948
- Mycena (Pers.) Roussel 1806 – grzybówka
- Mycenula P. Karst. 1889
- Mycopan Redhead, Moncalvo & Vilgalys 2013
- Panellus P. Karst. 1879 – łycznik
- Phlebomycena R. Heim 1945
- Resinomycena Redhead & Singer 1981
- Roridomyces Rexer 1994
- Tectella Earle 1909 – beztrzonka
- Xeromphalina Kühner & Maire 1934[2] – pępowniczka

Polskie nazwy na podstawie pracy Władysława Wojewody z 2003 r.